# 林紀子
林紀子（日语：／ Hayashi Toshiko */?，1940年2月27日—2022年1月25日），日本政治人物，曾任日本参议院议员。

## 生平
前橋市出身。1962年毕业于群马大学学艺学部，进入关东广播电台工作，1965年加入日本共产党。1974年移居广岛县，担任新日本妇女人会广岛县本部事务局局长。曾任日本共产党广岛县委员会副委员会长。1989年在比例区当选日本参议院议员。1995年在第17届参议员选举中落选。1998年在第18届参议员选举中再次当选。2004年期满离开政坛。
林紀子是日本共产党中央委员会候补委员（1985年－1987年），日本共产党中央委员会委员（1987年－2004年）。
2022年1月25日，因肌萎缩性脊髓侧索硬化症在广岛逝世。